# 이규원해산
이규원해산은 울릉도 서방 약30km지점에 있는 해산이다.

## 해양지명
수로업무법 제33조의4 제1항의 규정에 의거 해양지명위원회에서 심의·결정한 해양지명은 다음과 같다.
- 제정 해양지명 : 이규원해산
- 대표위치(WGS-84) : 37-33N 130-27E
- 범위 : 울릉도 서방 약30km지점에 위치한 해산으로 정상부의 대표수심은 892m임.